# Sotíra (ort i Grekland, Mellersta Makedonien)
Sotíra är en ort i Grekland.   Den ligger i prefekturen Nomós Péllis och regionen Mellersta Makedonien, i den norra delen av landet, 300 km norr om huvudstaden Aten. Sotíra ligger 418 meter över havet och antalet invånare är 250.
Terrängen runt Sotíra är kuperad, och sluttar österut. Runt Sotíra är det ganska tätbefolkat, med 75 invånare per kvadratkilometer. Närmaste större samhälle är Édessa, 5,9 km söder om Sotíra. Omgivningarna runt Sotíra är en mosaik av jordbruksmark och naturlig växtlighet.